# Выгживальский, Феликс
Феликс Михал Выгживальский (пол. Feliks Michał Wygrzywalski; 1875, Пшемысль — 1944, близ Жешува) — польский художник.

## Биография

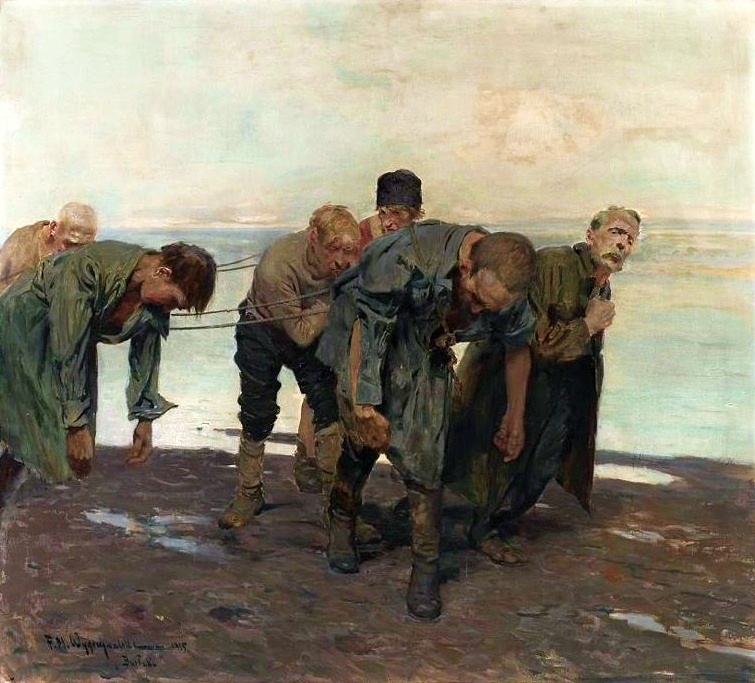
Бурлаки. 1925, Национальный музей в Варшаве.

Учился в Мюнхенской академии художеств у Людвига Хертериха и Карла фон Марра. С 1900 года жил и работал в Риме.
В 1906 совершил поездку в Египет, где создал ряд картин ориентальной тематики, сцен из гарема.
В 1908 вернулся во Львов, где получил заказ на оформление львовской торгово-промышленной палаты. С 1908 года жил во Львове, где его работы стали одним из первых приобретений будущего фонда Львовской картинной галереи.
В годы Первой мировой войны находился на территории России. Работал преподавателем рисования в Ростове-на-Дону. Вернулся на родину в 1918.
В 1944 перед приходом Красной Армии, выехал из Львова. Умер в Жешуве от кровоизлияния в мозг.

## Творчество
Автор жанровых сцен, картин на религиозные темы, морских пейзажей; занимался также витражами и дизайном интерьеров.

## Галерея

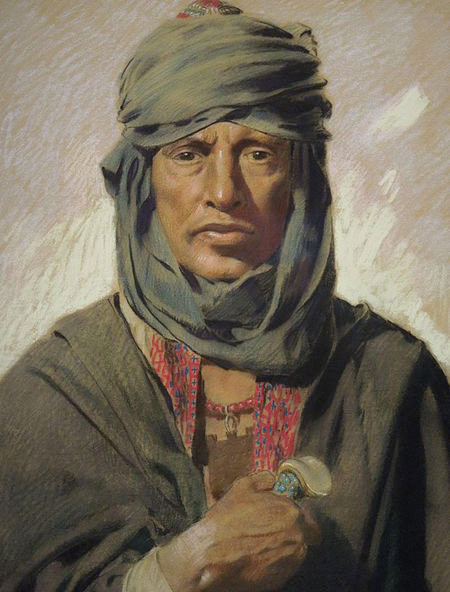
Стражник гарема.
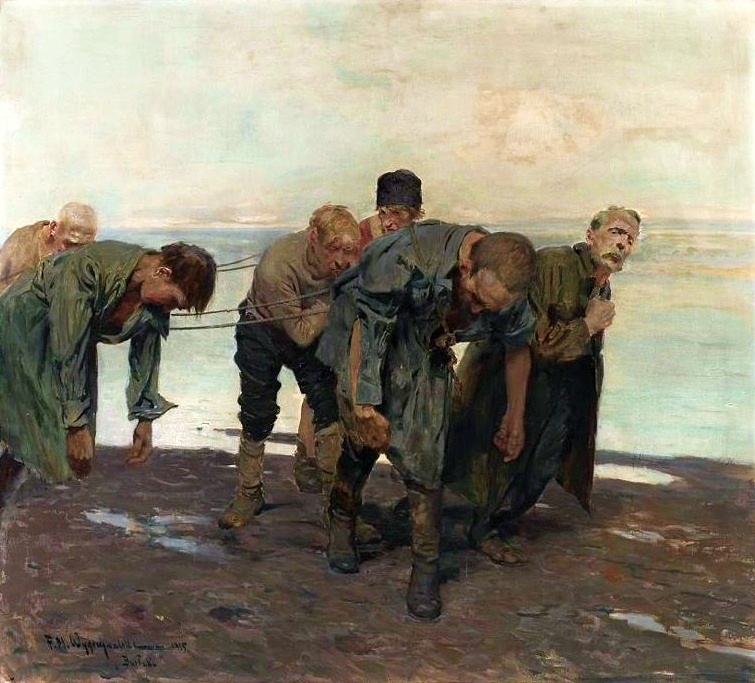
Бурлаки. 1925
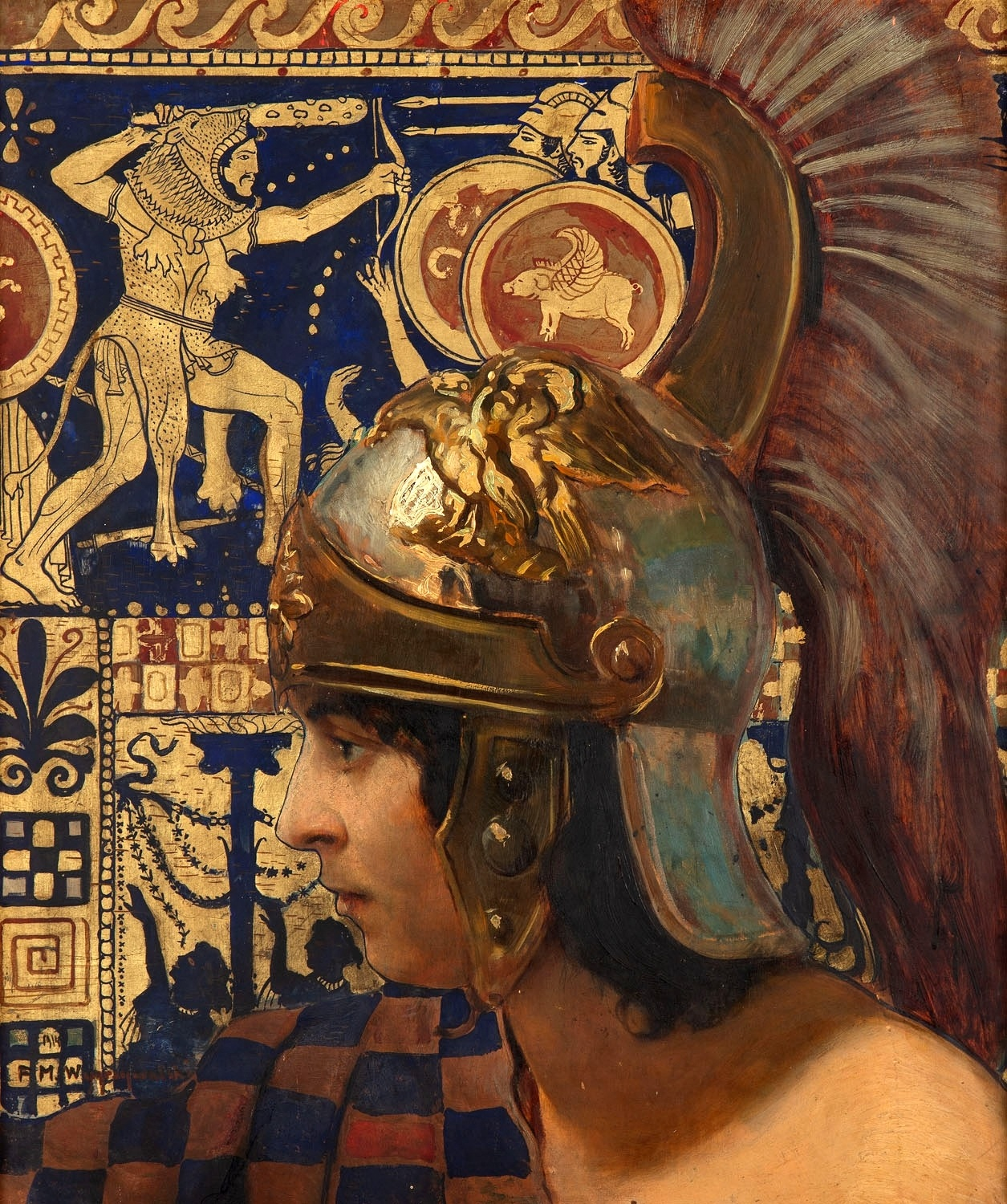
Афина. 1914.
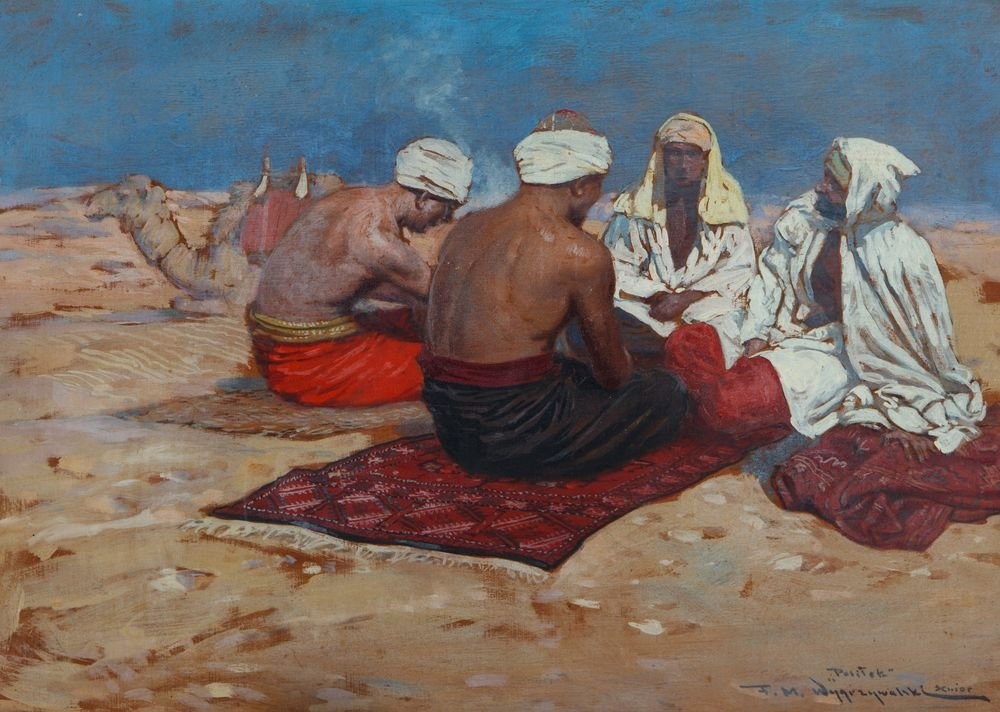
Привал бедуинов.
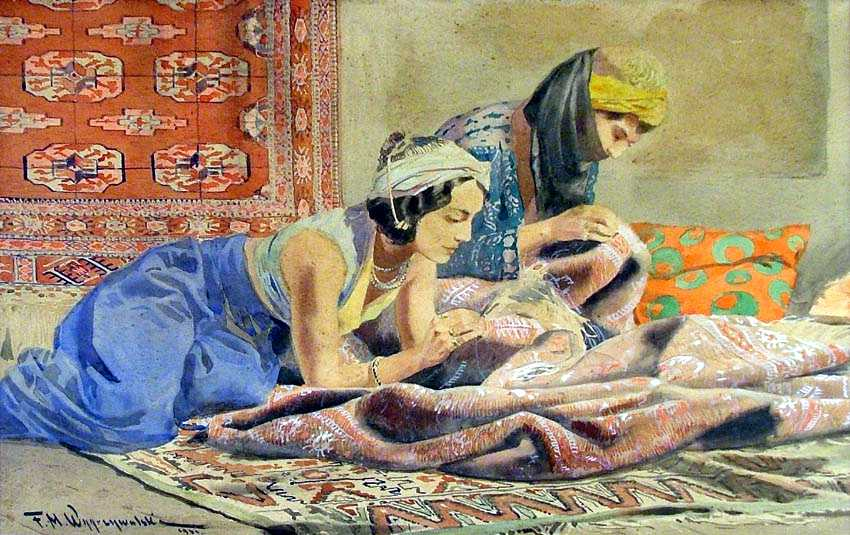
Арабские женщины за рукоделием.
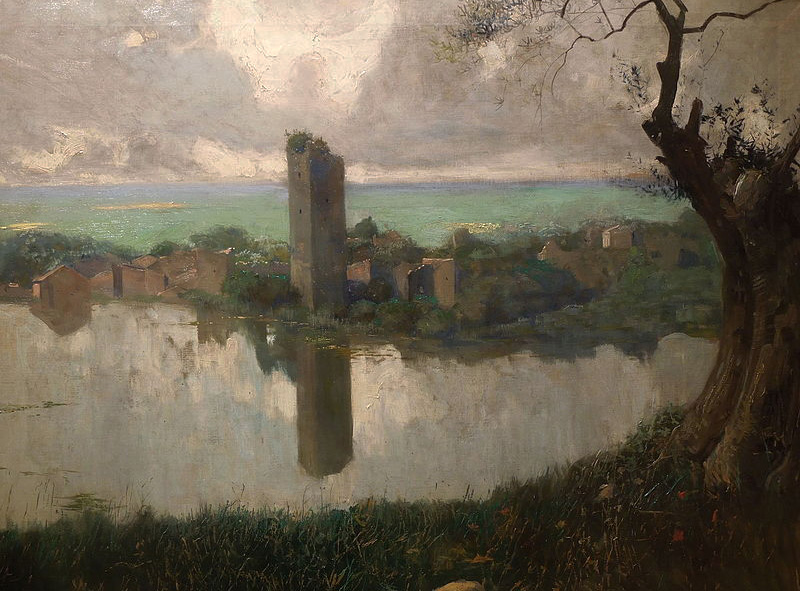
Озеро Нимфы. 1911.
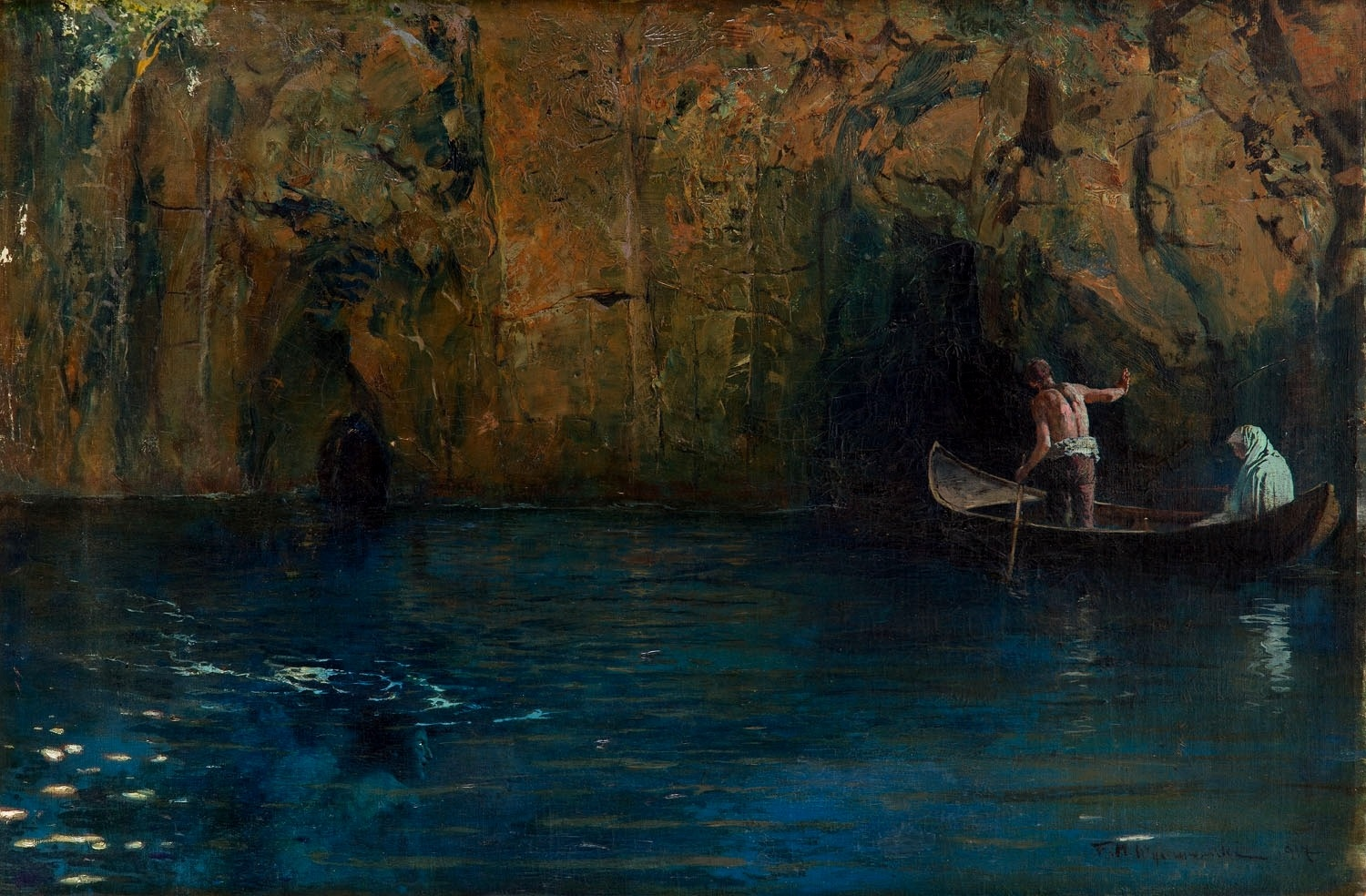
Лодка Харона. 1917.
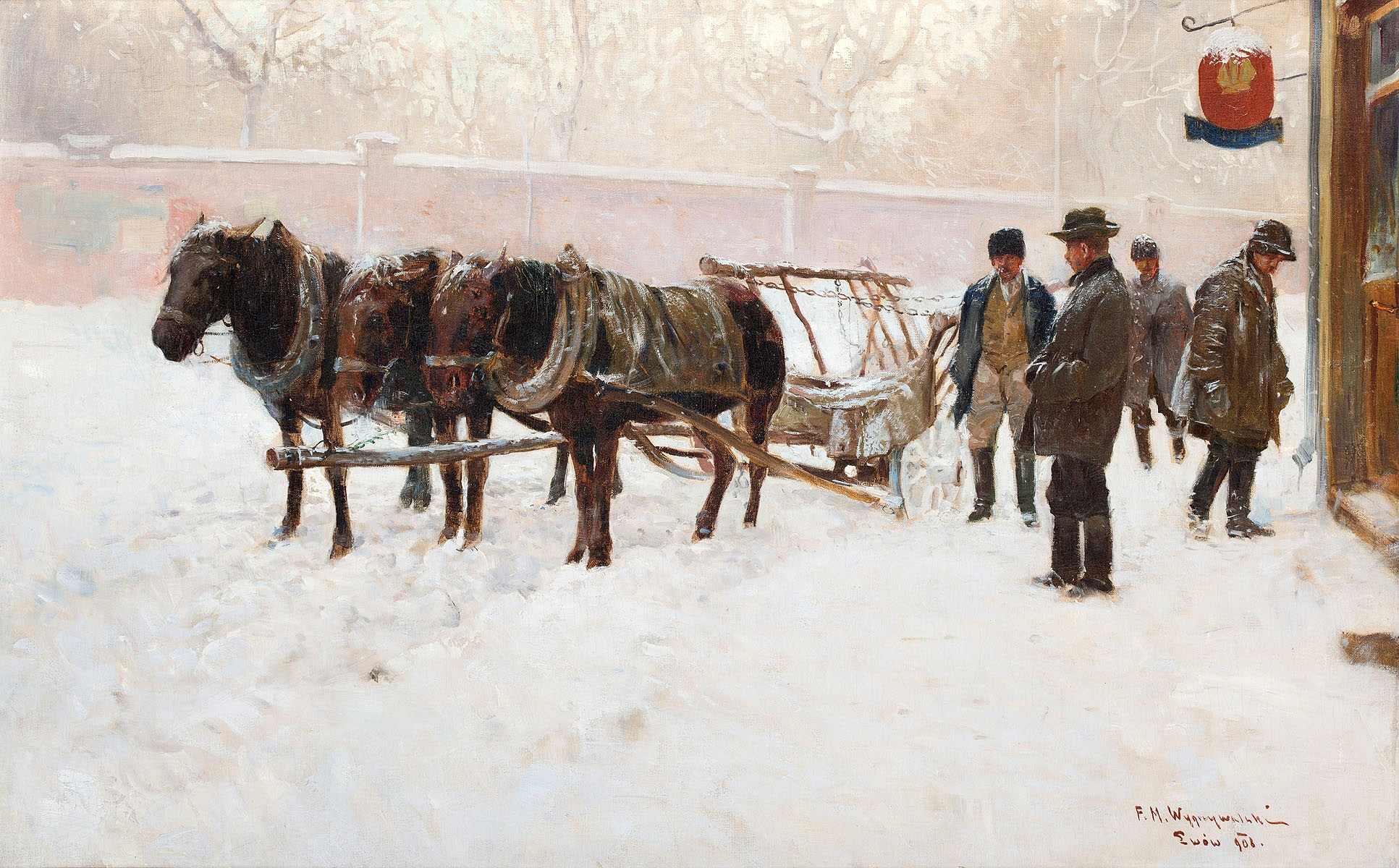
Телега перед корчмой. 1908.
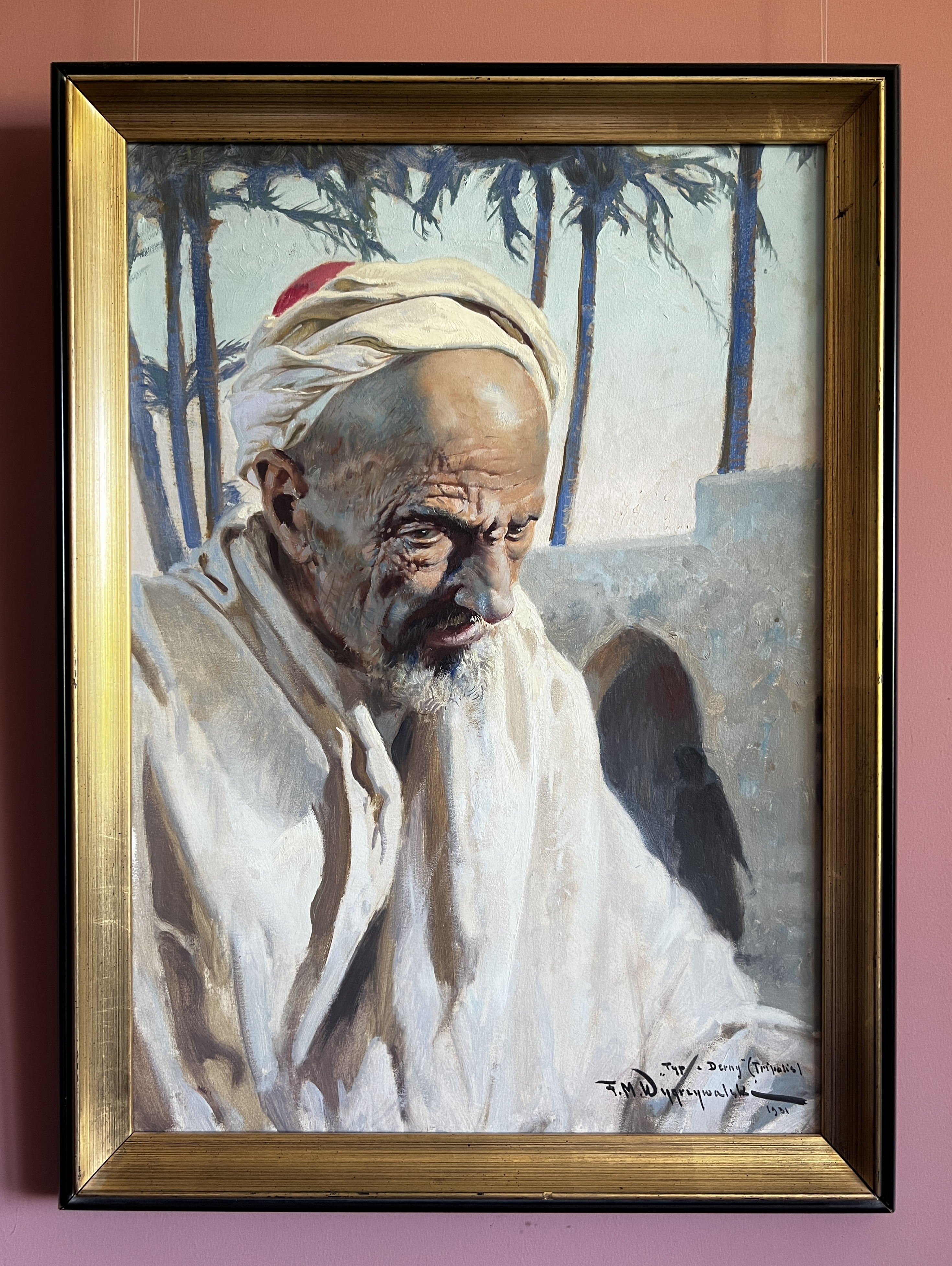
Типаж из Дерны. Триполитания. 1931